# Falcotoya crawfordi
Falcotoya crawfordi är en insektsart som först beskrevs av Frederick Arthur Godfrey Muir och Giffard 1924.  Falcotoya crawfordi ingår i släktet Falcotoya och familjen sporrstritar. Inga underarter finns listade i Catalogue of Life.